# Anoplogaster
Anoplogaster is een geslacht van straalvinnige vissen uit de familie van bladschubbigen (Anoplogastridae). Het geslacht is voor het eerst wetenschappelijk beschreven in 1859 door Guenther.

## Soorten
- Anoplogaster brachycera Kotlyar, 1986
- Anoplogaster cornuta (Valenciennes, 1833) – Vangtandvis